# ディペンデントデイ〜7人の依存症〜
ディペンデントデイ〜7人の依存症〜（ディペンデントデイ　しちにんのいぞんしょう）は、日本の舞台作品。劇団プレステージの第13回本公演として、2018年8月1日～12日にCBGKシブゲキ!!にて上演。脚本は森ハヤシ、演出は風間由次郎。愛称は「デデデイ」。

## あらすじ
ある島に作られた施設「そえぎの森」。なんらかの依存を抱えた人々が共同生活を送るその地に、荒木大地という男が入所してきた。不自然なほどつっけんどんな態度を取る大地に、施設の素晴らしさをにこやかに説く入所者たち。ところが、監視の目が消えた途端、彼らは本性を表す。全員、改善するどころか、この場所に嫌気が差し、逃げ出そうとしていたのだった。一方、大地は大地で施設の事などお構いなし。付き添いの飯田と共に不審な動きをしている。どうやら、誰かを探しているようだが…？サスペンスと愛情の絡まった、ハイスピードアクションコメディ、開幕！

## 登場人物
荒木大地

　スマホ依存。空手が得意。ずっと上着を着ている

川崎三郎

　ギャンブル依存。日常のあらゆることに賭けを持ち込む。

杉浦優星

　スマホゲーム依存。ゲーム内ではレジェンド。

角光代

　フリマアプリ依存。夫と子供を置いて入所することに。

笘篠聖也

　コンビニバイト依存。商品の陳列や段取りの確認に余念がない。

古田美玲

　恋愛依存。ふとした拍子に恋愛モードに入ってしまう。

広澤健

　タバコ依存。喫煙できない時間が長いと、人が変わってしまう。

飯田和臣

　大地と行動をともにする。人当たりがいい。

八重樫亮

　大地に「りょうちゃん」と慕われる男。政界で不祥事を起こした。

土橋仁

　池山が連れてきた異様な風体の男。冷酷な殺し屋。

池山一郎

　野村の秘書。大臣のためなら何でもやる男。

高野則夫

　野村の部下。常に野村の顔色をうかがっている。

野村海星

　現役の大臣。底知れぬ力を秘めている。

## 出演
- 石原壮馬
- 猪塚健太（声のみ）
- 今井隆文（声のみ）
- 岩田玲
- 太田将熙
- 大村まなる
- 風間由次郎
- 株元英彰
- 小池惟紀
- 向野章太郎
- 坂田直貴
- 秀光
- 園田玲欧奈
- 髙頭祐樹
- 長尾卓也
- 原田新平

## スタッフ
- 脚本：森ハヤシ
- 演出：風間由次郎
- 舞台監督：安達徳仁
- 美術：松生紘子
- 照明：伊藤孝（ART CORE）
- 音響効果：今村大志（サウンドクラフトライブデザイン社）
- 音楽：大崎聖二
- 衣裳：手塚陽介
- 殺陣：六本木康弘
- 演出部：小宮山実侑
- 演出助手：向野章太郎
- 大道具：大橋哲雄（俳優座）
- 照明操作：和田麻里子
- 音響操作：益川幸子、鈴木真典、惟村晴孝
- 宣伝美術：吉澤正美
- 宣伝写真：星野麻美
- 宣伝写真アシスタント：梁瀬玉実
- 宣伝ヘアメイク：大野彰宏（ENISHI）
- 宣伝ヘアメイクアシスタント：高原万希（ENISHI）
- 宣伝スタイリスト：小笠原吉恵、鈴木まさあき
- 宣伝スタイリストアシスタント：中村萌
- 制作：半田桃子、首藤悠希、持田絢香、松本郁子
- 票券：村田紫音
- 宣伝協力：里井正和、寺山瑶、鄭在允、藤沼幸士郎、薄井由実果
- プロデューサー：小森格
- 主催：アミューズ
- 企画・製作：劇団プレステージ、アミューズ

## DVD情報
- DISC1：本編102分＋オーディオコメンタリー
- DISC2：ディペンデントデイ　メイキング37分

## パンフレット情報
- キャストインタビュー
- 『ディペンデントデイ～7人の依存症～』には出ない、4人の“カツ入れ”座談会！
- チーム石原とチーム太田が激突！夏の夜のギャンブル対決!!
- 『ディペンデントデイ～7人の依存症～』に出演する5人の、“カツ入れ”へのアンサー座談会！
- 劇団員が見た、今日の風間由次郎